# Systemekonomi
Systemekonomi är ett tvärvetenskapligt ämne där teknik, ekonomi, datavetenskap, management och matematik är några av de ämnen som ingår. Driftsäkerhet, underhåll och livslängdsteknik är andra begrepp som systemekonomi består av. Systemekonomi kallas även teroteknologi, som på engelska blir terotechnology.